# Bernard-Marie Koltès
Bernard-Marie Koltès (ur. w 1948 w Metzu, zm. w 1989 w Paryżu) – francuski pisarz, aktor i reżyser.
Koltès był jednym z czołowych przedstawicieli francuskiego teatru absurdu i autorem wielu nowoczesnych, zwykle wywołujących kontrowersje sztuk. Będąc gejem spotykał się często z postawami niechęci, homofobii. Doprowadzało go to do wyobcowania ze społeczeństwa w jakim żył, samotności i stanów depresyjnych.
Jego sztuki (podobnie, jak wiele prac Geneta, który był jego literacką muzą) budują obraz człowieka uwikłanego w wewnętrzne spory, próby ucieczki od samotności i protest wobec nieczułego społeczeństwa państw zamożnych.

## Życiorys
Urodził się w 1948 w Metz, we Francji. Tamże ukończył studia w Collège Saint Clèment. W 1967 uczęszczał na wykłady w Szkole Dziennikarstwa w Strasburgu. W wieku 22 lat napisał i wyreżyserował swoją pierwszą sztukę teatralną, La Nut justee avant les forêts. Był to okres jego pierwszych teatralnych prób i nauki u boku znanego reżysera francuskiego, Patrice Chéreau. Światowe uznanie przyniosła mu wystawiona w 1985 w teatrze Amandiers sztuka Combat de nègre et de chiens.
Inną jego znaną sztuką jest Samotność pól bawełnianych.
Koltes zmarł w wyniku komplikacji AIDS w 1989. Wkrótce przed śmiercią ukończył swój ostatni dramat Roberto Zucco, oparty na życiu psychopatycznego zabójcy Roberto Succo. Premiera tej sztuki odbyła się w Berlinie w rok po śmierci pisarza.